# Франческо Лоллобриджида
Франческо Лоллобриджида (італ. Francesco Lollobrigida; нар. 21 березня 1972, Тіволі) — італійський політик, міністр сільського господарства та продовольчого суверенітету (з 2022).

## Біографія
Народився в Тіволі, живе в Римі, здобув вищу юридичну освіту. Внучатий племінник Джини Лоллобриджида, одружився з активісткою Національного альянсу Аріаною Мелоні — сестрою Джорджі Мелоні. В юності захопився політикою, вступив в юнацьку організацію Італійського соціального руху — Молодіжний фронт, очолював місцеве відділення ІСД в провінції Рим до 1995.
Обіймав посаду асесора з питань транспорту в регіональній адміністрації Лаціо, яку тоді очолювала Рената Польверіні. У 2012 році разом з Джорджею Мелоні вийшов із партії Народ свободи і взяв активну участь у заснуванні партії Брати Італії. У 2018 році обраний до парламенту, з 28 липня 2018 року очолював партійну фракцію в Палаті депутатів.
22 жовтня 2022 року було сформовано уряд Мелоні, в якому Лоллобріджіда отримав портфель міністра сільського господарства та продовольчого суверенітету.